# Ludwik Barszczewski
Ludwik Barszczewski, né le 13 janvier 1919, à Vilnius, en République de Lituanie et mort le 2 novembre 2002, à Varsovie, en Pologne, est un ancien joueur de basket-ball polonais.